# Suède aux Jeux olympiques d'été de 2024
La Suède participe aux Jeux olympiques de 2024 à Paris. Il s'agit de sa 29e participation à des Jeux olympiques d'été.
Le cavalier Peder Fredricson et la skippeuse Josefin Olsson sont nommés porte-drapeaux de la délégation suédoise le 25 juillet 2024.

## Nombre d’athlètes qualifiés par sport
Voici la liste des qualifiés et sélectionnés suédois par sport (remplaçants compris) :
| Sport                                            | Hommes | Femmes | Total |
| ------------------------------------------------ | ------ | ------ | ----- |
| Athlétisme                                       | 12     | 9      | 21    |
| Boxe                                             | 1      | 1      | 2     |
| Canoë-kayak                                      | 2      | 3      | 5     |
| Cyclisme                                         | 1      | 2      | 3     |
| Équitation                                       | 4      | 5      | 9     |
| Golf                                             | 2      | 2      | 4     |
| Handball                                         | 16     | 15     | 31    |
| Judo                                             | 1      | 1      | 2     |
| Lutte                                            | 0      | 2      | 2     |
| Sports aquatiques • Natation sportive • Plongeon | 5 0    | 7 1    | 12 1  |
| Pentathlon moderne                               | 0      | 1      | 1     |
| Skateboard                                       | 1      | 0      | 1     |
| Tennis de table                                  | 3      | 3      | 6     |
| Tir                                              | 5      | 2      | 7     |
| Triathlon                                        | 0      | 1      | 1     |
| Voile                                            | 2      | 6      | 8     |
| Volley-ball                                      | 2      | 0      | 2     |
| Total                                            | 57     | 61     | 118   |

## Bilan général
| Sport           | Médaille d'or, Jeux olympiques | Médaille d'argent, Jeux olympiques | Médaille de bronze, Jeux olympiques | Total | Rang pays |
| --------------- | ------------------------------ | ---------------------------------- | ----------------------------------- | ----- | --------- |
| Athlétisme      | 1                              | 0                                  | 0                                   | 1     | 7e        |
| Cyclisme        | 0                              | 0                                  | 1                                   | 1     | 11e       |
| Judo            | 0                              | 0                                  | 1                                   | 1     | 20e       |
| Natation        | 2                              | 0                                  | 0                                   | 2     | 8e        |
| Tennis de table | 0                              | 2                                  | 0                                   | 2     |           |
| Tir             | 0                              | 1                                  | 0                                   | 1     |           |
| Voile           | 0                              | 1                                  | 1                                   | 2     | 5e        |
| Volley-Ball     | 1                              | 0                                  | 0                                   | 1     |           |
| Total           | 4                              | 4                                  | 3                                   | 11    | 16e       |

| Jour       | Médaille d'or, Jeux olympiques | Médaille d'argent, Jeux olympiques | Médaille de bronze, Jeux olympiques | Total |
| ---------- | ------------------------------ | ---------------------------------- | ----------------------------------- | ----- |
| 26 juillet |                                |                                    |                                     |       |
| 27 juillet | 0                              | 0                                  | 1[réf. nécessaire]                  |       |
| 28 juillet | 0                              | 0                                  | 1                                   |       |
| 29 juillet | 0                              | 1                                  | 0                                   |       |
| 30 juillet |                                |                                    |                                     |       |
| 31 juillet | 1                              | 0                                  | 0                                   |       |
| 1er août   |                                |                                    |                                     |       |
| 2 août     | 0                              | 1                                  | 0                                   |       |
| 3 août     |                                |                                    |                                     |       |
| 4 août     | 1                              | 1                                  | 0                                   |       |
| 5 août     | 1                              | 0                                  | 0                                   |       |
| 6 août     |                                |                                    |                                     |       |
| 7 août     |                                |                                    |                                     |       |
| 8 août     |                                |                                    |                                     |       |
| 9 août     |                                |                                    |                                     |       |
| 10 août    |                                |                                    |                                     |       |
| 11 août    |                                |                                    |                                     |       |
| Total      | 4                              | 4                                  | 3                                   | 11    |

| Sexe   | Médaille d'or, Jeux olympiques | Médaille d'argent, Jeux olympiques | Médaille de bronze, Jeux olympiques | Total |
| ------ | ------------------------------ | ---------------------------------- | ----------------------------------- | ----- |
| Hommes | 1                              | 2                                  | 0                                   | 3     |
| Femmes | 2                              | 1                                  | 2                                   | 5     |
| Mixte  | 0                              | 0                                  | 0                                   | 0     |
| Total  | 4                              | 4                                  | 3                                   | 11    |

## Médaillés
Légende
- Hommes
- Femmes
- Mixte

### Médailles d'or
| Sport                | Discipline / Épreuve | Discipline / Épreuve  | Athlète(s)                  | Performance                    | Date       |
| -------------------- | -------------------- | --------------------- | --------------------------- | ------------------------------ | ---------- |
| Natation             | 100 m nage libre     | Compétition féminine  | Sarah Sjöström              | 52 s 16                        | 31 juillet |
| Natation             | 50 m nage libre      | Compétition féminine  | Sarah Sjöström              | 23 s 71                        | 4 août     |
| Athlétisme           | Saut à la perche     | Compétition masculine | Armand Duplantis            | 6,25 m                         | 5 août     |
| Volley-ball de plage | Tournoi              | Compétition masculine | Jonatan Hellvig David Åhman | 2 - 0 contre Ehlers / Winckler | 10 août    |

### Médailles d'argent
| Sport           | Discipline / Épreuve         | Discipline / Épreuve  | Athlète(s)                                       | Performance                | Date            |
| --------------- | ---------------------------- | --------------------- | ------------------------------------------------ | -------------------------- | --------------- |
| Tir             | Carabine à 10 m air comprimé | Compétition masculine | Victor Lindgren                                  | 251,4 points               | 29 juillet 2024 |
| Voile           | 49er FX                      | Compétition féminine  | Vilma Bobeck Rebecca Netzler                     | 76 points                  | 2 août 2024     |
| Tennis de table | Simple                       | Compétition masculine | Truls Möregårdh                                  | 1 - 4 contre Fan Zhendong  | 4 août 2024     |
| Tennis de table | Équipe                       | Compétition masculine | Anton Källberg Truls Möregårdh Kristian Karlsson | Défaite 0 - 3 contre Chine | 9 août 2024     |

### Médailles de bronze
| Sport    | Discipline / Épreuve | Discipline / Épreuve                          | Athlète(s)                     | Performance                       | Date            |
| -------- | -------------------- | --------------------------------------------- | ------------------------------ | --------------------------------- | --------------- |
| Judo     | Moins de 48 kg       | Compétition féminine                          | Tara Babulfath                 | 10 - 00 contre Abiba Abuzhakynova | 27 juillet 2024 |
| Cyclisme | VTT cross-country    | Compétition féminine                          | Jenny Rissveds                 | 1 h 29 min 4 s                    | 28 juillet 2024 |
| Voile    | 470                  | Compétition mixte (hommes et femmes mélangés) | Anton Dahlberg Lovisa Karlsson | 47 points                         | 8 août 2024     |

## Résultats

### Athlétisme

#### Hommes
| Athlète           | Épreuve      | Premier tour (ou tour préliminaire) | Premier tour (ou tour préliminaire) | Repêchage (ou premier tour) | Repêchage (ou premier tour) | Demi-finale   | Demi-finale | Finale          | Finale  |
| Athlète           | Épreuve      | Temps                               | Rang                                | Temps                       | Rang                        | Temps         | Rang        | Temps           | Rang    |
| ----------------- | ------------ | ----------------------------------- | ----------------------------------- | --------------------------- | --------------------------- | ------------- | ----------- | --------------- | ------- |
| Henrik Larsson    | 100 m        | 10 s 24                             | 40e                                 | Non disputé                 | Non disputé                 | Éliminé       | Éliminé     | Éliminé         | Éliminé |
| Erik Erlandsson   | 200 m        | 20 s 65                             | 31e                                 | 20 s 49                     | 5e                          | 20 s 93       | 23e         | Éliminé         | Éliminé |
| Andreas Kramer    | 800 m        | 1 min 44 s 93                       | 4e                                  | Exempté                     | Exempté                     | 1 min 46 s 52 | 23e         | Éliminé         | Éliminé |
| Samuel Pihlström  | 1 500 m      | 3 min 36 s 80                       | 21e                                 | 3 min 33 s 58               | 4e                          | Éliminé       | Éliminé     | Éliminé         | Éliminé |
| Andreas Almgren   | 5 000 m      | DNS                                 | DNS                                 | Non disputé                 | Non disputé                 | Non disputé   | Non disputé | Éliminé         | Éliminé |
| Suldan Hassan     | Marathon     | Non disputé                         | Non disputé                         | Non disputé                 | Non disputé                 | Non disputé   | Non disputé | 2 h 11 min 21 s | 28e     |
| Carl Bengtström   | 400 m haies  | 49 s 34                             | 4e                                  | 48 s 63                     | 1er                         | 49 s 56       | 19e         | Éliminé         | Éliminé |
| Oskar Edlund      | 400 m haies  | 49 s 74                             | 7e                                  | 48 s 99                     | 9e                          | Éliminé       | Éliminé     | Éliminé         | Éliminé |
| Perseus Karlström | 20 km marche | Non disputé                         | Non disputé                         | Non disputé                 | Non disputé                 | Non disputé   | Non disputé | 1 h 21 min 5 s  | 21e     |

| Athlète          | Épreuve           | Qualification | Qualification | Finale      | Finale                         |
| Athlète          | Épreuve           | Performance   | Rang          | Performance | Rang                           |
| ---------------- | ----------------- | ------------- | ------------- | ----------- | ------------------------------ |
| Armand Duplantis | Saut à la perche  | 5,75 m        | 1er           | 6,25 m      | Médaille d'or, Jeux olympiques |
| Thobias Montler  | Saut en longueur  | 7,82 m        | 16e           | Éliminé     | Éliminé                        |
| Daniel Ståhl     | Lancer du disque  | 65,16 m       | 8e            | 66,95 m     | 7e                             |
| Ragnar Carlsson  | Lancer du marteau | 73,96 m       | 15e           | Éliminé     | Éliminé                        |

#### Femmes
| Athlète           | Épreuve  | Premier tour (ou tour préliminaire) | Premier tour (ou tour préliminaire) | Repêchage (ou premier tour) | Repêchage (ou premier tour) | Demi-finale | Demi-finale | Finale          | Finale   |
| Athlète           | Épreuve  | Temps                               | Rang                                | Temps                       | Rang                        | Temps       | Rang        | Temps           | Rang     |
| ----------------- | -------- | ----------------------------------- | ----------------------------------- | --------------------------- | --------------------------- | ----------- | ----------- | --------------- | -------- |
| Julia Henriksson  | 100 m    | 11 s 26                             | 27e                                 | Non disputé                 | Non disputé                 | Éliminée    | Éliminée    | Éliminée        | Éliminée |
| Julia Henriksson  | 200 m    | 22 s 79 RN                          | 16e                                 | Exemptée                    | Exemptée                    | 22 s 88     | 21e         | Éliminée        | Éliminée |
| Laura Lindalh     | 200 m    | 23 s 33                             | 35e                                 | 23 s 51                     | 21e                         | Éliminée    | Éliminée    | Éliminée        | Éliminée |
| Carolina Wikström | Marathon | Non disputé                         | Non disputé                         | Non disputé                 | Non disputé                 | Non disputé | Non disputé | 2 h 34 min 20 s | 52e      |

| Athlète              | Épreuve           | Qualification | Qualification | Finale      | Finale   |
| Athlète              | Épreuve           | Performance   | Rang          | Performance | Rang     |
| -------------------- | ----------------- | ------------- | ------------- | ----------- | -------- |
| Maja Åskag           | Triple saut       | 13,79 m       | 19e           | Éliminée    | Éliminée |
| Alexina Johansson    | Lancer du poids   | 18,16 m       | 12e           | 18,03 m     | 10e      |
| Fanny Roos           | Lancer du poids   | 18,17 m       | 10e           | 18,78 m     | 7e       |
| Vanessa Kamga        | Lancer du disque  | 65,14 m RN    | 4e            | 65,05 m     | 5e       |
| Caisa-Marie Landfors | Lancer du disque  | 59,29 m       | 27e           | Éliminée    | Éliminée |
| Thea Löfman          | Lancer du marteau | 69,12 m       | 18e           | Éliminée    | Éliminée |

### Boxe
| Athlète       | Catégorie             | 16e de finale       | 8e de finale        | Quart de finale     | Demi-finale         | Finale              | Rang |
| Athlète       | Catégorie             | Adversaire Résultat | Adversaire Résultat | Adversaire Résultat | Adversaire Résultat | Adversaire Résultat | Rang |
| ------------- | --------------------- | ------------------- | ------------------- | ------------------- | ------------------- | ------------------- | ---- |
| Nebil Ibrahim | Poids plumes (-57 kg) | Abusal V 5 - 0      | Khalokov D 0 - 5    | Éliminé             | Éliminé             | Éliminé             | 9e   |

| Athlète          | Catégorie             | 16e de finale            | 8e de finale        | Quart de finale     | Demi-finale         | Finale              | Rang |
| Athlète          | Catégorie             | Adversaire Résultat      | Adversaire Résultat | Adversaire Résultat | Adversaire Résultat | Adversaire Résultat | Rang |
| ---------------- | --------------------- | ------------------------ | ------------------- | ------------------- | ------------------- | ------------------- | ---- |
| Agnes Alexiusson | Poids légers (-60 kg) | Palacio Espinoza D 1 - 4 | Éliminée            | Éliminée            | Éliminée            | Éliminée            | 17e  |

### Canoë-kayak

#### Course en ligne
| Athlète        | Compétition | Séries        | Séries | Quarts de finale | Quarts de finale | Demi-finale   | Demi-finale | Finale A, B, C | Finale A, B, C |
| Athlète        | Compétition | Temps         | Rang   | Temps            | Rang             | Temps         | Rang        | Temps          | Rang           |
| -------------- | ----------- | ------------- | ------ | ---------------- | ---------------- | ------------- | ----------- | -------------- | -------------- |
| Martin Nathell | K1 1 000 m  | 3 min 28 s 36 | 2e     | Exempté          | Exempté          | 3 min 30 s 14 | 4e          | 3 min 31 s 07  | 7e             |

| Athlète                     | Compétition | Séries        | Séries | Quarts de finale | Quarts de finale | Demi-finale   | Demi-finale | Finale A, B, C | Finale A, B, C |
| Athlète                     | Compétition | Temps         | Rang   | Temps            | Rang             | Temps         | Rang        | Temps          | Rang           |
| --------------------------- | ----------- | ------------- | ------ | ---------------- | ---------------- | ------------- | ----------- | -------------- | -------------- |
| Melina Andersson            | K1 500 m    | 1 min 51 s 84 | 3e     | 1 min 49 s 21    | 1er              | 1 min 50 s 79 | 4e          | 1 min 52 s 65  | 12e            |
| Linnea Stencils             | K1 500 m    | 1 min 50 s 16 | 1er    | Exemptée         | Exemptée         | 1 min 50 s 75 | 3e          | 1 min 52 s 59  | 11e            |
| Linnea Stensils Moa Wikberg | K2 500 m    | 1 min 40 s 97 | 2e     | Exemptées        | Exemptées        | 1 min 40 s 06 | 5e          | 1 min 42 s 05  | 9e             |

#### Slalom
| Athlète       | Compétition | Éliminatoires | Éliminatoires | Éliminatoires | Éliminatoires | Éliminatoires  | Éliminatoires | Demi-finale | Demi-finale | Finale   | Finale |
| Athlète       | Compétition | Manche 1      | Manche 1      | Manche 2      | Manche 2      | Meilleur temps | Rang          | Demi-finale | Demi-finale | Finale   | Finale |
| Athlète       | Compétition | Temps         | Rang          | Temps         | Rang          | Meilleur temps | Rang          | Temps       | Rang        | Temps    | Rang   |
| ------------- | ----------- | ------------- | ------------- | ------------- | ------------- | -------------- | ------------- | ----------- | ----------- | -------- | ------ |
| Isak Öhrström | K1 hommes   | 89 s 43       | 13e           | 135 s 55      | 21e           | 89 s 43        | 15e           | 94 s 69     | 9e          | 147 s 39 | 12e    |

| Athlète       | Compétition | Contre-la-montre | Contre-la-montre | Séries | Quarts de finale | Demi- finale | Finale  | Rang |
| Athlète       | Compétition | Temps            | Rang             | Rang   | Rang             | Rang         | Rang    | Rang |
| ------------- | ----------- | ---------------- | ---------------- | ------ | ---------------- | ------------ | ------- | ---- |
| Isak Öhrström | KX1 hommes  | 70 s 29          | 16e              | 4e     | Éliminé          | Éliminé      | Éliminé | 28e  |

### Cyclisme

#### Route
| Athlète          | Compétition     | Temps           | Rang |
| ---------------- | --------------- | --------------- | ---- |
| Jakob Söderqvist | Course en ligne | 6 h 33 min 56 s | 58e  |

| Athlète            | Compétition     | Temps          | Rang |
| ------------------ | --------------- | -------------- | ---- |
| Caroline Andersson | Course en ligne | 4 h 2 min 57 s | 14e  |

#### VTT
| Athlète        | Compétition | Temps          | Rang                                |
| -------------- | ----------- | -------------- | ----------------------------------- |
| Jenny Rissveds | Femmes      | 1 h 29 min 4 s | Médaille de bronze, Jeux olympiques |

### Équitation
| Athlète(s)                                     | Cheval            | Compétition | Grand Prix | Grand Prix | Grand Prix Spécial | Grand Prix Spécial | Grand Prix Libre | Grand Prix Libre | Total   | Total |
| Athlète(s)                                     | Cheval            | Compétition | Points     | Rang       | Points             | Rang               | Technique        | Artistique       | Points  | Rang  |
| ---------------------------------------------- | ----------------- | ----------- | ---------- | ---------- | ------------------ | ------------------ | ---------------- | ---------------- | ------- | ----- |
| Patrik Kittel                                  | Touchdown         | Individuel  | 74,317     | 13e        | Non disputé        | Non disputé        | 75,107           | 86,600           | 80,854  | 14e   |
| Therese Nilshagen                              | Dante Weltino OLD | Individuel  | 73,991     | 15e        | Non disputé        | Non disputé        | 69,714           | 79,714           | 74,714  | 18e   |
| Juliette Ramel                                 | Buriel K.H.       | Individuel  | 71,553     | 25e        | Non disputé        | Non disputé        | Éliminée         | Éliminée         | 71,553  | 25e   |
| Patrik Kittel Therese Nilshagen Juliette Ramel | Voir ci-haut      | Équipe      | 219,861    | 5e         | 212,811            | 7e                 | Non disputé      | Non disputé      | 212,811 | 7e    |

| Athlète(s)                                                 | Cheval         | Compétition | Qualification | Qualification | Qualification | Qualification | Qualification | Finale    | Finale    | Finale    | Finale   | Finale  |
| Athlète(s)                                                 | Cheval         | Compétition | Pénalités     | Pénalités     | Pénalités     | Temps         | Rang          | Pénalités | Pénalités | Pénalités | Temps    | Rang    |
| Athlète(s)                                                 | Cheval         | Compétition | Saut          | Temps         | Total         | Temps         | Rang          | Saut      | Temps     | Total     | Temps    | Rang    |
| ---------------------------------------------------------- | -------------- | ----------- | ------------- | ------------- | ------------- | ------------- | ------------- | --------- | --------- | --------- | -------- | ------- |
| Rolf-Göran Bengtsson                                       | Zuccero HV     | Individuel  | 4             | 0             | 4             | 75 s 15       | 32e           | Éliminé   | Éliminé   | Éliminé   | Éliminé  | Éliminé |
| Henrik von Eckermann                                       | King Edward    | Individuel  | 0             | 0             | 0             | 74 s 50       | 7e            | Éliminé   | Éliminé   | Éliminé   | Éliminé  | Éliminé |
| Peder Fredricson                                           | Catch Me Not S | Individuel  | 8             | 0             | 8             | 74 s 50       | 43e           | Éliminé   | Éliminé   | Éliminé   | Éliminé  | Éliminé |
| Rolf-Göran Bengtsson Henrik von Eckermann Peder Fredricson | Voir ci-haut   | Équipe      | 0 8           | 0 9           | 0 17          | 237 s 93      | 8e            | 4         | 0         | 4         | 229 s 76 | 6e      |

| Athlète(s)                                  | Cheval                   | Compétition | Dressage  | Dressage | Cross-country | Cross-country | Cross-country | Saut d'obstacles | Saut d'obstacles | Saut d'obstacles | Saut d'obstacles | Saut d'obstacles | Saut d'obstacles | Total     | Total |
| Athlète(s)                                  | Cheval                   | Compétition | Dressage  | Dressage | Cross-country | Cross-country | Cross-country | Qualification    | Qualification    | Qualification    | Finale           | Finale           | Finale           | Total     | Total |
| Athlète(s)                                  | Cheval                   | Compétition | Pénalités | Rang     | Pénalités     | Total         | Rang          | Pénalités        | Total            | Rang             | Pénalités        | Total            | Rang             | Pénalités | Rang  |
| ------------------------------------------- | ------------------------ | ----------- | --------- | -------- | ------------- | ------------- | ------------- | ---------------- | ---------------- | ---------------- | ---------------- | ---------------- | ---------------- | --------- | ----- |
| Frida Andersén                              | Box Leo                  | Individuel  | 33.30     | 33e      | 0.00          | 33.30         | 20e           | 0.00             | 33.30            | 13e              | 0.00             | 33.30            | 12e              | 33.30     | 12e   |
| Louise Romeike                              | Caspian 15               | Individuel  | 37.70     | 51e      | 0.80          | 38.50         | 25e           | 5.60             | 44.10            | 24e              | 0.40             | 44.50            | 24e              | 44.50     | 24e   |
| Sofia Sjöborg                               | Bryjamolga vh Marienshof | Individuel  | 33.30     | 33e      | 15.00         | 48.30         | 37e           | 4.80             | 53.10            | 33e              | Éliminé          | Éliminé          | Éliminé          | 53.10     | 33e   |
| Frida Andersén Louise Romeike Sofia Sjöborg | Voir ci-haut             | Équipe      | 104.30    | 13e      | 15.80         | 120.10        | 7e            | 10.40            | 130.50           | 6e               | Non disputé      | Non disputé      | Non disputé      | 130.50    | 6e    |

### Golf
| Athlète         | Épreuve | 1er tour | 2e tour | 3e tour | 4e tour | Total | Total | Total |
| Athlète         | Épreuve | Points   | Points  | Points  | Points  | Total | Par   | Rang  |
| --------------- | ------- | -------- | ------- | ------- | ------- | ----- | ----- | ----- |
| Alexander Norén | Hommes  | 67       | 74      | 71      | 73      | 285   | +1    | 45e   |
| Ludvig Åberg    | Hommes  | 68       | 70      | 66      | 72      | 276   | -8    | 18e   |
| Maja Stark      | Femmes  | 72       | 72      | 71      | 69      | 284   | -4    | 10e   |
| Linn Grant      | Femmes  | 74       | 71      | 73      | 71      | 289   | +1    | 27e   |

### Handball
| Épreuve          | Tour préliminaire   | Tour préliminaire   | Tour préliminaire   | Tour préliminaire   | Tour préliminaire   | Tour préliminaire | Quart de finale     | Demi-finale         | Finale / MB         | Rang |
| Épreuve          | Adversaire Résultat | Adversaire Résultat | Adversaire Résultat | Adversaire Résultat | Adversaire Résultat | Rang              | Adversaire Résultat | Adversaire Résultat | Adversaire Résultat | Rang |
| ---------------- | ------------------- | ------------------- | ------------------- | ------------------- | ------------------- | ----------------- | ------------------- | ------------------- | ------------------- | ---- |
| Tournoi masculin | Allemagne D 27 - 30 | Espagne V 29 - 26   | Slovénie D 24 - 29  | Croatie V 38 - 27   | Japon V 40 - 27     | 4e du gr. A       | Danemark D 31 - 32  | Éliminés            | Éliminés            | 7e   |

Équipe masculine de handball :
- 2 - Jonathan Carlsbogård : Arrière gauche
- 5 - Max Darj : Pivot
- 6 - Felix Möller : Pivot
- 11 - Daniel Pettersson : Ailier droit
- 12 - Andreas Palicka : Gardien
- 13 - Sebastian Karlsson : Ailier droit
- 15 - Hampus Wanne : Ailier gauche
- 19 - Felix Claar : Demi-centre
- 22 - Lucas Pellas : Ailier gauche
- 23 - Albin Lagergren : Arrière droit
- 24 - Jim Gottfridsson : Demi-centre
- 28 - Jonathan Edvardsson : Demi-centre
- 32 - Oscar Bergendahl : Pivot
- 33 - Lukas Sandell : Arrière droit
- 49 - Karl Wallinius : Arrière gauche

| Épreuve         | Tour préliminaire   | Tour préliminaire   | Tour préliminaire   | Tour préliminaire      | Tour préliminaire   | Tour préliminaire | Quart de finale     | Demi-finale         | Finale / MB         | Rang |
| Épreuve         | Adversaire Résultat | Adversaire Résultat | Adversaire Résultat | Adversaire Résultat    | Adversaire Résultat | Rang              | Adversaire Résultat | Adversaire Résultat | Adversaire Résultat | Rang |
| --------------- | ------------------- | ------------------- | ------------------- | ---------------------- | ------------------- | ----------------- | ------------------- | ------------------- | ------------------- | ---- |
| Tournoi féminin | Norvège V 32 - 28   | Allemagne V 31 - 28 | Danemark D 23 - 25  | Corée du Sud V 27 - 21 | Slovénie V 27 - 23  | 2e du gr. A       | Hongrie V 36 - 32   | France D 28 - 31    | Danemark D 25 - 30  | 4e   |

Équipe féminine de handball :
- 1 - Johanna Bundsen : Gardienne
- 3 - Nina Koppang : Arrière droite
- 6 - Carin Strömberg : Demi-centre
- 7 - Linn Blohm : Pivot
- 8 - Jamina Roberts : Arrière gauche
- 10 - Mathilda Lundström : Ailière droite
- 21 - Evelina Eriksson : Gardienne
- 23 - Emma Lindqvist : Demi-centre
- 24 - Nathalie Hagman : Ailière droite
- 29 - Kristin Thorleifsdóttir : Arrière gauche
- 35 - Sofia Hvenfelt : Pivot
- 38 - Elin Hansson : Ailière gauche
- 42 - Jenny Carlson : Demi-centre
- 49 - Olivia Löfqvist : Pivot
- 54 - Tyra Axnér : Arrière gauche

### Judo
| Athlète      | Catégorie      | 16e de finale       | 8e de finale        | Quart de finale     | Demi-finale         | Repêchage           | Finale / CB         | Rang |
| Athlète      | Catégorie      | Adversaire Résultat | Adversaire Résultat | Adversaire Résultat | Adversaire Résultat | Adversaire Résultat | Adversaire Résultat | Rang |
| ------------ | -------------- | ------------------- | ------------------- | ------------------- | ------------------- | ------------------- | ------------------- | ---- |
| Marcus Nyman | Moins de 90 kg | Trippel V 01 - 00   | Grigorian D 00 - 10 | Éliminé             | Éliminé             | Éliminé             | Éliminé             | 9e   |

| Athlète        | Catégorie      | 16e de finale       | 8e de finale        | Quart de finale     | Demi-finale         | Repêchage           | Finale / CB            | Rang                                |
| Athlète        | Catégorie      | Adversaire Résultat | Adversaire Résultat | Adversaire Résultat | Adversaire Résultat | Adversaire Résultat | Adversaire Résultat    | Rang                                |
| -------------- | -------------- | ------------------- | ------------------- | ------------------- | ------------------- | ------------------- | ---------------------- | ----------------------------------- |
| Tara Babulfath | Moins de 48 kg | Lee V 10 - 00       | Kurbonova V 10 - 00 | Scutto V 10 - 00    | Tsunoda D 00 - 10   | Exemptée            | Abuzhakynova V 10 - 00 | Médaille de bronze, Jeux olympiques |

### Lutte
| Athlète               | Categorie      | 8e de finale        | Quart de finale     | Demi-finale         | Repêchage           | Finale / CB         | Rang |
| Athlète               | Categorie      | Adversaire Résultat | Adversaire Résultat | Adversaire Résultat | Adversaire Résultat | Adversaire Résultat | Rang |
| --------------------- | -------------- | ------------------- | ------------------- | ------------------- | ------------------- | ------------------- | ---- |
| Emma Jonna Malmgren   | Moins de 53 kg | Argüello V 5 - 3    | Pang D 2 - 10       | Éliminée            | Éliminée            | Éliminée            | 7e   |
| Sara Johanna Lindborg | Moins de 62 kg | Dudova D 3 - 8      | Éliminée            | Éliminée            | Éliminée            | Éliminée            | 10e  |

### Natation
| Athlète(s)                                              | Épreuve              | Séries        | Séries      | Demi-finale   | Demi-finale | Finale   | Finale   |
| Athlète(s)                                              | Épreuve              | Temps         | Rang        | Temps         | Rang        | Temps    | Rang     |
| ------------------------------------------------------- | -------------------- | ------------- | ----------- | ------------- | ----------- | -------- | -------- |
| Björn Seeliger                                          | 50 m nage libre      | 22 s 21       | 31e         | Éliminé       | Éliminé     | Éliminé  | Éliminé  |
| Björn Seeliger                                          | 100 m nage libre     | 49 s 70       | 40e         | Éliminé       | Éliminé     | Éliminé  | Éliminé  |
| Victor Johansson                                        | 400 m nage libre     | 3 min 47 s 98 | 18e         | Non disputé   | Non disputé | Éliminé  | Éliminé  |
| Victor Johansson                                        | 800 m nage libre     | 7 min 49 s 47 | 16e         | Non disputé   | Non disputé | Éliminé  | Éliminé  |
| Victor Johansson                                        | 1 500 m nage libre   | 15 min 5 s 62 | 17e         | Non disputé   | Non disputé | Éliminé  | Éliminé  |
| Victor Johansson                                        | 10 km en eau libre   | Non disputé   | Non disputé | Non disputé   | Non disputé | DNS      | DNS      |
| Erik Persson                                            | 200 m brasse         | 2 min 10 s 35 | 7e          | 2 min 10 s 11 | 13e         | Éliminé  | Éliminé  |
| Isak Eliasson Elias Persson Björn Seeliger Robin Hanson | 4 × 100 m nage libre | 3 min 15 s 71 | 15e         | Non disputé   | Non disputé | Éliminés | Éliminés |

| Athlète(s)                                                               | Épreuve              | Séries        | Séries | Demi-finale  | Demi-finale | Finale           | Finale                         |
| Athlète(s)                                                               | Épreuve              | Temps         | Rang   | Temps        | Rang        | Temps            | Rang                           |
| ------------------------------------------------------------------------ | -------------------- | ------------- | ------ | ------------ | ----------- | ---------------- | ------------------------------ |
| Michelle Coleman                                                         | 50 m nage libre      | 24 s 5524.55  | 7e     | 24 s 47      | 9e          | Éliminée         | Éliminée                       |
| Sarah Sjöström                                                           | 50 m nage libre      | 23 s 85       | 1er    | 23 s 66 RO   | 1er         | 23 s 71          | Médaille d'or, Jeux olympiques |
| Michelle Coleman                                                         | 100 m nage libre     | 54 s 10       | 14e    | 53 s 75      | 12e         | Éliminée         | Éliminée                       |
| Sarah Sjöström                                                           | 100 m nage libre     | 52 s 99       | 1er    | 52 s 87      | 6e          | 52 s 16          | Médaille d'or, Jeux olympiques |
| Louise Hansson                                                           | 100 m dos            | 1 min 0 s 26  | 15e    | 1 min 0 s 47 | 15e         | Éliminée         | Éliminée                       |
| Louise Hansson                                                           | 100 m papillon       | 57 s 57       | 12e    | 56 s 93      | 8e          | 57 s 34          | 8e                             |
| Sophie Hansson                                                           | 100 m brasse         | 1 min 6 s 66  | 13e    | 1 min 6 s 96 | 13e         | Éliminée         | Éliminée                       |
| Sophie Hansson                                                           | 200 m brasse         | 2 min 28 s 10 | 20e    | Éliminée     | Éliminée    | Éliminée         | Éliminée                       |
| Michelle Coleman Sara Junevik Sarah Sjöström Sophie Hansson Sofia Åstedt | 4 × 100 m nage libre | 3 min 34 s 35 | 4e     | Non disputé  | Non disputé | 3 min 33 s 79 RN | 5e                             |
| Sophie Hansson Louise Hansson Sarah Sjöström Hanna Rosvall               | 4 × 100 m 4 nages    | 3 min 57 s 33 | 6e     | Non disputé  | Non disputé | 3 min 56 s 92    | 7e                             |

| Athlètes                                             | Épreuve           | Série         | Série | Finale   | Finale   |
| Athlètes                                             | Épreuve           | Temps         | Rang  | Temps    | Rang     |
| ---------------------------------------------------- | ----------------- | ------------- | ----- | -------- | -------- |
| Robin Hanson Sara Junevik Hanna Rosvall Erik Persson | 4 × 100 m 4 nages | 3 min 46 s 15 | 12e   | Éliminés | Éliminés |

### Pentathlon moderne
| Athlète        | Compétition | Compétition | Tour de classement | Tour de classement | Tour de classement | Équitation (saut d'obstacles) | Équitation (saut d'obstacles) | Équitation (saut d'obstacles) | Escrime (épée) | Escrime (épée) | Escrime (épée) | Natation (200 m nage libre) | Natation (200 m nage libre) | Natation (200 m nage libre) | Laser-Run (course + tir) | Laser-Run (course + tir) | Laser-Run (course + tir) | Total    | Rang     |
| Athlète        | Compétition | Compétition | Vict.              | Déf.               | Rang               | Temps                         | Points                        | Rang                          | BR             | Points         | Rang           | Temps                       | Points                      | Rang                        | Temps                    | Points                   | Rang                     | Total    | Rang     |
| -------------- | ----------- | ----------- | ------------------ | ------------------ | ------------------ | ----------------------------- | ----------------------------- | ----------------------------- | -------------- | -------------- | -------------- | --------------------------- | --------------------------- | --------------------------- | ------------------------ | ------------------------ | ------------------------ | -------- | -------- |
| Marlena Jawaid | Femmes      | Demi-finale | 18                 | 17                 | 15e                | 66 s 82                       | 290                           | 11e                           | 0              | 290            | 11e            | 2 min 20 s 65               | 269                         | 13e                         | 12 min 9 s 81            | 571                      | 13e                      | 1345     | 12e      |
| Marlena Jawaid | Femmes      | Finale      | -                  | -                  | -                  | Éliminée                      | Éliminée                      | Éliminée                      | Éliminée       | Éliminée       | Éliminée       | Éliminée                    | Éliminée                    | Éliminée                    | Éliminée                 | Éliminée                 | Éliminée                 | Éliminée | Éliminée |

### Plongeon
| Athlète              | Compétition    | Tour préliminaire | Tour préliminaire | Demi-finale | Demi-finale | Finale | Finale |
| Athlète              | Compétition    | Points            | Rang              | Points      | Rang        | Points | Rang   |
| -------------------- | -------------- | ----------------- | ----------------- | ----------- | ----------- | ------ | ------ |
| Emilia Nilsson Garip | Tremplin à 3 m | 295,20            | 10e               | 279,60      | 11e         | 279,40 | 9e     |

### Skateboard
| Athlète        | Compétition | Qualifications | Qualifications | Qualifications | Qualifications | Finale   | Finale   | Finale   | Finale  |
| Athlète        | Compétition | Course 1       | Course 2       | Course 3       | Rang           | Course 1 | Course 2 | Course 3 | Rang    |
| -------------- | ----------- | -------------- | -------------- | -------------- | -------------- | -------- | -------- | -------- | ------- |
| Hampus Winberg | Hommes      | 82.58          | 74.00          | 88.29          | 9e             | Éliminé  | Éliminé  | Éliminé  | Éliminé |

### Tennis de table
| Athlète(s) (n° de tête de série)                 | Compétition | 32e de finale          | 16e de finale          | 8e de finale           | Quart de finale        | Demi-finale            | Finale / MB            | Rang                               |
| Athlète(s) (n° de tête de série)                 | Compétition | Adversaire(s) Résultat | Adversaire(s) Résultat | Adversaire(s) Résultat | Adversaire(s) Résultat | Adversaire(s) Résultat | Adversaire(s) Résultat | Rang                               |
| ------------------------------------------------ | ----------- | ---------------------- | ---------------------- | ---------------------- | ---------------------- | ---------------------- | ---------------------- | ---------------------------------- |
| Anton Källberg                                   | Simple      | Idowu V 4 - 3          | Lebrun D 2 - 4         | Éliminé                | Éliminé                | Éliminé                | Éliminé                | 17e                                |
| Truls Möregårdh                                  | Simple      | Nuytinck V 4 - 0       | Wang V 4 - 2           | Kao V 4 - 1            | Assar V 4 - 1          | Calderano V 4 - 2      | Fan Zhendong D 1 - 4   | Médaille d'argent, Jeux olympiques |
| Anton Källberg Kristian Karlsson Truls Möregårdh | Équipe      | Non disputé            | Non disputé            | Danemark V 3 - 0       | Allemagne V 3 - 0      | Japon V 3 - 2          | Chine D 0 - 3          | Médaille d'argent, Jeux olympiques |

| Athlète(s) (n° de tête de série)                   | Compétition | 32e de finale          | 16e de finale          | 8e de finale           | Quart de finale        | Demi-finale            | Finale / MB            | Rang |
| Athlète(s) (n° de tête de série)                   | Compétition | Adversaire(s) Résultat | Adversaire(s) Résultat | Adversaire(s) Résultat | Adversaire(s) Résultat | Adversaire(s) Résultat | Adversaire(s) Résultat | Rang |
| -------------------------------------------------- | ----------- | ---------------------- | ---------------------- | ---------------------- | ---------------------- | ---------------------- | ---------------------- | ---- |
| Linda Bergström                                    | Simple      | Wegrzyn V 4 - 1        | Chen D 1 - 4           | Éliminée               | Éliminée               | Éliminée               | Éliminée               | 17e  |
| Christina Källberg                                 | Simple      | Alula D 0 - 4          | Éliminée               | Éliminée               | Éliminée               | Éliminée               | Éliminée               | 33e  |
| Christina Källberg Filippa Bergand Linda Bergström | Équipe      | Non disputé            | Non disputé            | Hong Kong V 3 - 2      | Corée du Sud D 0 - 3   | Éliminées              | Éliminées              | 5e   |

| Athlètes (n° de tête de série)       | 8e de finale             | Quart de finale      | Demi-finale          | Finale / MB          | Rang |
| Athlètes (n° de tête de série)       | Adversaires Résultat     | Adversaires Résultat | Adversaires Résultat | Adversaires Résultat | Rang |
| ------------------------------------ | ------------------------ | -------------------- | -------------------- | -------------------- | ---- |
| Kristian Karlsson Christina Källberg | Campos / Fonseca V 4 - 1 | Ri / Kim D 1 - 4     | Éliminés             | Éliminés             | 5e   |

### Tir
| Athlète                 | Compétition                  | Qualification | Qualification | Finale  | Finale                             |
| Athlète                 | Compétition                  | Points        | Rang          | Points  | Rang                               |
| ----------------------- | ---------------------------- | ------------- | ------------- | ------- | ---------------------------------- |
| Victor Lindgren         | Carabine à 10 m air comprimé | 630,7         | 6e            | 251,4   | Médaille d'argent, Jeux olympiques |
| Marcus Madsen           | Carabine à 10 m air comprimé | 625,0         | 40e           | Éliminé | Éliminé                            |
| Victor Lindgren         | Carabine à 50 m 3 positions  | 589           | 13e           | Éliminé | Éliminé                            |
| Marcus Madsen           | Carabine à 50 m 3 positions  | 589           | 12e           | Éliminé | Éliminé                            |
| Rickard Levin Andersson | Fosse olympique              | 123           | 4e            | 30      | 4e                                 |
| Stefan Nilsson          | Skeet                        | 122           | 5e            | 27      | 5e                                 |
| Marcus Svensson         | Skeet                        | 118           | 18e           | Éliminé | Éliminé                            |

| Athlète          | Compétition     | Qualification | Qualification | Finale   | Finale   |
| Athlète          | Compétition     | Points        | Rang          | Points   | Rang     |
| ---------------- | --------------- | ------------- | ------------- | -------- | -------- |
| Stina Lawner     | Pistolet à 25 m | 573           | 30e           | Éliminée | Éliminée |
| Victoria Larsson | Skeet           | 118           | 11e           | Éliminée | Éliminée |

| Athlètes                         | Compétition | Qualification 1 | Qualification 1 | Qualification 2 | Qualification 2 | Finale / MB          | Finale / MB |
| Athlètes                         | Compétition | Points          | Rang            | Points          | Rang            | Adversaires Résultat | Rang        |
| -------------------------------- | ----------- | --------------- | --------------- | --------------- | --------------- | -------------------- | ----------- |
| Marcus Svensson Victoria Larsson | Skeet       | 136             | 15e             | Non disputé     | Non disputé     | Éliminés             | Éliminés    |

### Triathlon
| Athlète       | Compétition | Natation (1,5 km) | Transition 1 | Vélo (40 km) | Transition 2 | Course (10 km) | Temps total     | Rang |
| ------------- | ----------- | ----------------- | ------------ | ------------ | ------------ | -------------- | --------------- | ---- |
| Tilda Månsson | Femmes      | 24 min 3 s        | 59 s         | 57 min 48 s  | 33 s         | 35 min 59 s    | 1 h 59 min 22 s | 23e  |

### Voile
Nota : le résultat barré est le plus mauvais de l’athlète concerné. Il n’est pas pris en compte dans le total.
| Athlète(s)                   | Compétition  | Qualifications | Qualifications | Qualifications | Qualifications | Qualifications | Qualifications | Qualifications | Qualifications | Qualifications | Qualifications | Qualifications | Qualifications | Qualifications | Qualifications | Qualifications | Total net | Rang                               |
| Athlète(s)                   | Compétition  | 1              | 2              | 3              | 4              | 5              | 6              | 7              | 8              | 9              | 10             | 11             | 12             | 13             | 14             | CM             | Total net | Rang                               |
| ---------------------------- | ------------ | -------------- | -------------- | -------------- | -------------- | -------------- | -------------- | -------------- | -------------- | -------------- | -------------- | -------------- | -------------- | -------------- | -------------- | -------------- | --------- | ---------------------------------- |
| Josefin Olsson               | Laser Radial | 36             | 23             | 28             | 9              | 12             | 1              | 5              | 19             | 31             | -              | -              | -              | -              | -              | -              | 128       | 17e                                |
| Vilma Bobeck Rebecca Netzler | 49er FX      | 14             | 6              | 15             | 4              | 15             | 10             | 2              | 1              | 5              | 1              | 18             | -              | -              | -              | 2              | 76        | Médaille d'argent, Jeux olympiques |
| Johanna Hjertberg            | IQFoil       | 19             | 17             | 6              | 20             | 23             | 24             | DNS            | 6              | 10             | 20             | 17             | 17             | 18             | 6              | -              | 177       | 20e                                |

| Athlètes                       | Compétition | Qualifications | Qualifications | Qualifications | Qualifications | Qualifications | Qualifications | Qualifications | Qualifications | Qualifications | Qualifications | Qualifications | Qualifications | Qualifications | Total net | Rang                                |
| Athlètes                       | Compétition | 1              | 2              | 3              | 4              | 5              | 6              | 7              | 8              | 9              | 10             | 11             | 12             | CM             | Total net | Rang                                |
| ------------------------------ | ----------- | -------------- | -------------- | -------------- | -------------- | -------------- | -------------- | -------------- | -------------- | -------------- | -------------- | -------------- | -------------- | -------------- | --------- | ----------------------------------- |
| Emil Järudd Hanna Jonsson      | Nacra 17    | 13             | 18             | 10             | 8              | 9              | 14             | 8              | 9              | 17             | 7              | 6              | 9              | 12             | 118       | 10e                                 |
| Anton Dahlberg Lovisa Karlsson | 470         | 7              | 14             | 1              | 2              | 1              | 13             | 11             | 4              | -              | -              | -              | -              | 8              | 47        | Médaille de bronze, Jeux olympiques |

### Volley-ball

#### Volleyball de plage
| Athlètes                    | Compétition      | Tour préliminaire              | Tour préliminaire         | Tour préliminaire           | Tour préliminaire | 8e de finale         | Quart de finale           | Demi-finale               | Finale / MB              | Rang                           |
| Athlètes                    | Compétition      | Adversaires Résultat           | Adversaires Résultat      | Adversaires Résultat        | Rang              | Adversaires Résultat | Adversaires Résultat      | Adversaires Résultat      | Adversaires Résultat     | Rang                           |
| --------------------------- | ---------------- | ------------------------------ | ------------------------- | --------------------------- | ----------------- | -------------------- | ------------------------- | ------------------------- | ------------------------ | ------------------------------ |
| David Åhman Jonatan Hellvig | Tournoi masculin | Nicolaidis / Carracher V 2 - 0 | Younousse / Tijan D 1 - 2 | Cottafava / Nicolai D 0 - 2 | 3e du gr. A       | Diaz / Alayo V 2 - 1 | Lanci / Gonçalves V 2 - 0 | Younousse / Tijan V 2 - 0 | Wickler / Ehlers V 2 - 0 | Médaille d'or, Jeux olympiques |